# فرودگاه کورو تورو
فرودگاه کورو تورو (به انگلیسی: Koro Toro Airport) یک فرودگاه همگانی است . این فرودگاه در شهر کورو تورو کشور چاد قرار دارد .